# Ravigny
 Ravigny  es una población y comuna francesa, en la región de Países del Loira, departamento de Mayenne, en el distrito de Mayenne y cantón de Pré-en-Pail.
Aunque su pertenece a Mayenne, si situación geográfica hace que postalmente dependa de Orne.

## Demografía
| 251 | 262 | 235 | 206 | 186 | 198 |
| Para los censos de 1962 a 1999 la población legal corresponde a la población sin duplicidades (Fuente: INSEE [Consultar]) |     |     |     |     |     |